# Lonesome Luke's Honeymoon
Lonesome Luke's Honeymoon é um curta-metragem norte-americano de 1917, do gênero comédia, estrelado por Harold Lloyd.

## Elenco

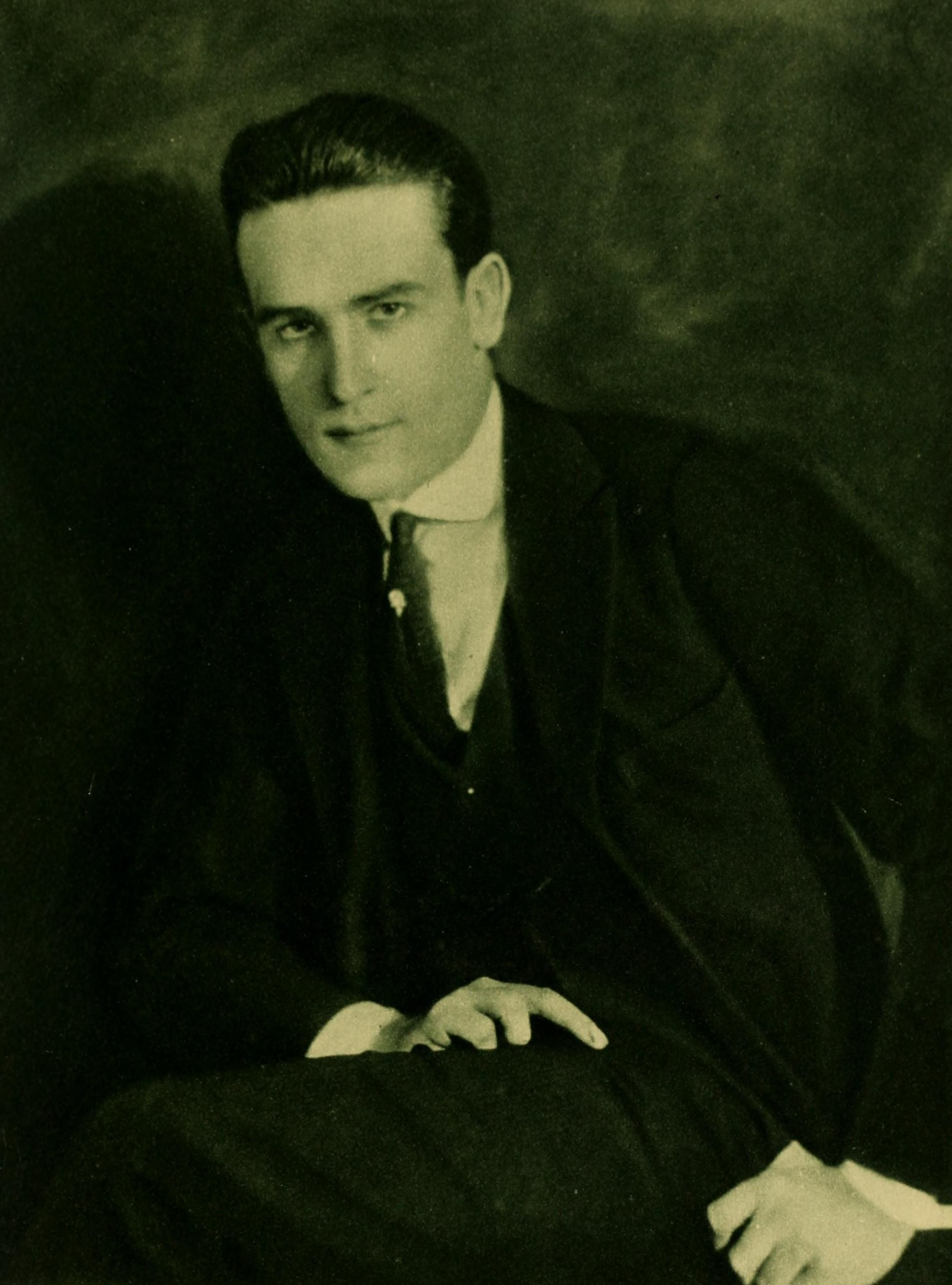
Harold Lloyd

- Harold Lloyd - Lonesome Luke
- Bebe Daniels
- Snub Pollard
- Arthur Mumas
- Sammy Brooks
- W.L. Adams
- Bud Jamison
- Gilbert Pratt
- Max Hamburger
- Estelle Harrison
- Florence Burns
- Margaret Strong
- Beth Darwin
- Sis Matthews
- Wilma Morris
- Dorothea Wolbert
- Charles Stevenson